# Estádio Kléber Andrade
Het Estádio Kléber Andrade is een multifunctioneel stadion in Cariacica, een stad in Brazilië.
In het stadion is plaats voor 21.152 toeschouwers. Het stadion werd geopend in 1983. Het wordt ook Monumental de Big Field genoemd. Het stadion wordt vooral gebruikt voor voetbalwedstrijden, de voetbalclub Rio Branco AC maakt gebruik van dit stadion.

## Internationaal toernooi
Tijdens het wereldkampioenschap voetbal 2014 werd het stadion als trainingsstadion gebruikt door het Kameroens voetbalelftal. Het stadion was een van de stadions die werden gebruikt op het wereldkampioenschap voetbal onder 17 van 2019. Er werden onder andere 2 kwartfinales gespeeld.